# Carolina Lightnin'
Carolina Lightnin' is een voormalige Amerikaanse voetbalclub uit Charlotte, North Carolina. De club werd opgericht in 1981 en opgeheven in 1984. De club speelde drie seizoenen in de American Soccer League en één seizoen in de United Soccer League. In 1981 werd het kampioenschap behaald.
In het seizoen 1984 heette de club Charlotte Gold.

## Erelijst
- American Soccer League

Winnaar (1): 1981